# 4-Aminopiridin

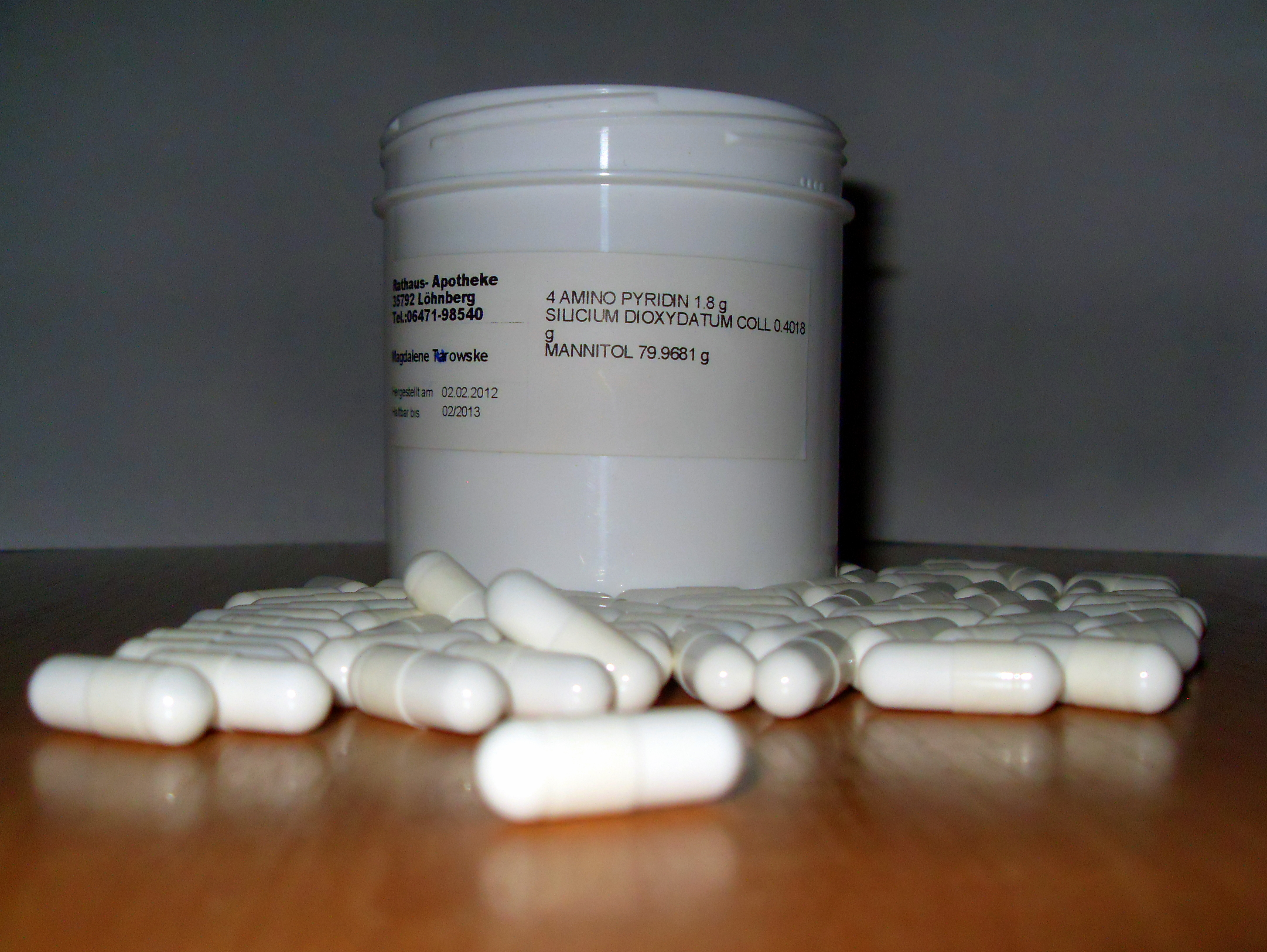
4-aminopiridin

A 4-aminopiridin (INN: fampridine, rövidítve 4-AP) sclerosis multiplex és Lambert–Eaton-szindróma(en) kezelésére használt gyógyszer.
Állatkísérletekben epileptikus görcsök kiváltására, az állatorvosi gyakorlatban bizonyos altatók hatásának megszüntetésére alkalmazzák.
Eredetileg myasthenia gravis és a botulizmus kezelésére fejlesztették ki.
A mezőgazdaságban madarak távoltartására alkalmazzák, mert néhány, a mérgezéstől hiperaktívvá vált madár látványa elriasztja a többit, melyek később sem térnek vissza a területre. Az elhullott madarak ugyanakkor nem jelentenek veszélyt a ragadozókra.

## Hatásmód
Sclerosis multiplex-ben autoimmun reakció okozta gyulladás pusztítja el az idegeket körülvevő védőhüvelyt. A 4-aminopiridin megakadályozza a káliumionok kijutását a károsodott idegsejtből, így a jelek úgy haladhatnak végig az idegrostokon, mintha nem károsultak volna, ezáltal növeli a sejt ingerlékenységét.
Növeli a Ca2+-ionok hatékonyságát mind a serkentő, mind a gátló szinapszisokon, ezáltal csökkentheti a szív koszorúereinek görcseit.
Problémát okoz, hogy a gyors felszívódás miatt a hatása nem egyenletes.

## Metabolizmus
Az emberi szervezetben a CYP2E1(en) enzim segítségével 3-hidroxi-4-aminopiridinné oxidálódik, majd ennek szulfátjává alakul. E metabolitok már nem fejtenek ki hatást a káliumion-csatornákra(en).
A bevett adag 90%-a 24 órán belül változatlan formában ürül a vizeletben.

## Mellékhatások, ellenjavallatok
Szédülés és paresztéziák(en) (zsibbadás, hangyamászás-érzés), járási rendellenesség, szédülés, súlyosabb esetben vagy túladagoláskor remegés, görcs, általában az emésztés után fél órával, amikor a legmagasabb a 4-aminopiridin szintje a vérben.
A szedés során gyakran (10% feletti gyakorisággal) fordul elő húgyúti fertőzés.
A 4-aminopiridint a vese választja ki az Oct-2(en) transzporter segítségével, így ellenjavallt a transzportert gátló gyógyszerek (pl. karvedilol, propranolol, metformin) egyidejű szedése.
Állatokon reproduktív toxicitást figyeltek meg. Bár nincs megfelelő adat emberre, terhesség alatt a szedés ellenjavallt. Nem ismert, hogy a 4-aminopiridin kiválasztódik-e az anyatejbe, ezért szoptatás alatt sem javasolt a szedése.

## Adagolás
Kizárólag szájon át. Adagja naponta kétszer 10 mg. Nem adható nagyobb gyakorisággal vagy magasabb adagban. Két hét után meg kell vizsgálni a hatását, és ha a beteg nem mutat javulást, a szedést abba kell hagyni.
Időskorúak esetén a szedés előtt vesefunckció(en)-vizsgálatot kell végezni. Vesekárosodásban (kreatinin clearance < 80 ml/perc) a szedés nem javasolt.
18 éven aluliak nem szedhetik.

## Fizikai/kémiai tulajdonságok
A 4-aminopiridin színtelen, szagtalan tű alakú kristály. Benzinben nagyon jól, vízben mérsékelten, savakban, acetonban, éterben, benzolban, metanolban oldódik. Hő hatására szén- és nitrogén-oxidok keletkezése közben bomlik.
4-klórpiridinből 180 °C-on, ammónia hozzáadásával állítható elő (nukleofil szubsztitúció).
Másik mód: piridin és nátrium-amid(en) hevítése N,N-dimetilanilinban(en) 180 °C-on.

## Készítmények
Gyógyszerként:
- Fampyra 10 mg nyújtott hatóanyagleadású tabletta.[6]
- Ampyra[7]
- Dalfampridine

Madárriasztóként:
- Avitrol